# Paige Turco
Jean Paige Turco (Boston, 17 mei 1965) is een Amerikaans actrice.

## Biografie
Turco doorliep high school aan de Walnut Hill School in Natick. Hierna ging ze studeren aan de Bay Path College in Longmeadow en zij haalde haar diploma in drama aan de Universiteit van Connecticut in Storrs. Turco begon al op jonge leeftijd met het volgen van balletlessen en wilde later ballerina worden, maar zij kreeg een enkelblessure en moest haar droom van ballerina opgeven. Hierdoor besloot zij om actrice te worden.
Paige Turco was van 2003 tot 2017 getrouwd, en heeft hieruit een zoon. Zij verdeelt haar tijd met haar gezin tussen Los Angeles, New York en Connecticut en zij bezoeken regelmatig hun familie in Ierland.

## Filmografie

### Films
- 2020 Books of Blood - als Nicole
- 2018 Separated at Birth - als Elizabeth Marshall
- 2010 Secrets of the Mountain – als Dana Kerns
- 2009 The Stepfather – als Jackie Kerns
- 2009 Taking Chance – als Stacey Strobl
- 2007 The Game Plan – als Karen Kelly
- 2006 The Favor – als Caroline
- 2006 Invincible – als Carol Vermeil
- 2006 Waltzing Anna – als Barbara Rhoades
- 2003 Rhinoceros Eyes – als Fran
- 2001 Dead Dog – als Perri
- 2000 Astoria – als Elena
- 2000 Runaway Virus – als Jenny Blanchard
- 2000 Urbania – als Cassandra
- 1998 Dark Tides – als Sara
- 1996 Vibrations – als Lisa
- 1995 The Pompatus of Love – als Gina
- 1995 The Feminine Touch – als Jennifer Barron
- 1994 Dead Funny – als Louise
- 1993 Teenage Mutant Ninja Turtles III – als April O'Neil
- 1991 Teenage Mutant Ninja Turtles II: The Secret of the Ooze – als April O'Neil

### Televisieseries
Uitgezonderd eenmalige gastrollen.
- 2014 - 2020 The 100 - als dr. Abigail Griffin - 85 afl.
- 2011 – 2015 Person of Interest – als Zoe Morgan – 9 afl.
- 2015 To Appomattox – als Salie Corbell Pickett – 4 afl.
- 2009 Damages – als Christine Purcell – 6 afl.
- 2007 – 2008 Big Shots – als Lisbeth Hill – 11 afl.
- 2006 Rescue Me – als Neil Turbody – 4 afl.
- 2001 – 2003 The Agency – als Terri Lowell – 45 afl.
- 1997 – 1998 Party of Five – als Annie Mott – 18 afl.
- 1996 – 1997 NYPD Blue – als politieagente Abby Sullivan – 10 afl.
- 1995 – 1996 American Gothic – als Gail Emory – 19 afl.
- 1994 Winnetka Road – als Terry Mears – 6 afl.
- 1989 – 1991 All My Children – als Melanie Cortlandt Rampal – 16 afl.
- 1987 – 1989 Guiding Light – als Dinah Morgan Marler – ? afl.

- Bibliothèque nationale de France: cb14234598k (data)
- Gemeinsame Normdatei: 141391502
- International Standard Name Identifier: 0000 0001 1444 8293
- Library of Congress Control Number: no2006073667
- Nationale Bibliotheek van Polen: a0000001785040
- Système universitaire de documentation: 200413872
- Virtual International Authority File: 56368721
- WorldCat: E39PBJvXdGQCWKvQCxkG4B4Qbd